# Chodscha Nasreddin
Chodscha Nasreddin oder auch Die Schelmenstreiche des Nasreddin (Originaltitel russisch Повесть о Ходже Насреддине ‚Die Erzählung von Nasreddin Hodscha‘) ist eine Bearbeitung des traditionell-orientalischen Nasreddin-Stoffs durch den russischen Schriftsteller Leonid Wassiljewitsch Solowjow in zwei Teilen:
- erstes Buch: Der Aufmischer (eine Art Aufrührer und Unruhestifter, als Störenfried oder konstruktiv anregend) von 1940,
- zweites Buch: Faszinierender Prinz von 1950, erschienen 1956.

Solowjows Nasreddin-Fassung sticht aus anderen Sammlungen und Bearbeitungen hervor, weil sie von der von jeher anekdotischen Form der Schwänke um den anatolischen Volkshelden abweicht und stattdessen die seit Jahrhunderten überlieferten, uneinheitlichen Motive und Geschichten, deren bekannteste Sammlung der türkische Schriftsteller Mehmet Tewfik im 19. Jahrhundert veröffentlichte, zu einer großen einheitlichen Erzählung verknüpft, die in der deutschen Erstausgabe immerhin 261 eng gedruckte Seiten umfasste.
Solowjow erzählt in Chodscha Nasreddin die Heimkehr des Nasreddin in das mittelalterliche Buchara als spannende Abenteuergeschichte, die ihren besonderen Reiz aus der geistreich-witzigen Wesensart ihres Helden bezieht. In gewisser Weise versucht der Schriftsteller damit auch eine mögliche Version des Lebens eines historischen Nasreddin nachzuzeichnen.
Zumindest der erste Teil zeigt eine antifeudale und antiklerikale Tendenz, passend zu den staatlichen Vorgaben der stalinistisch regierten Sowjetunion.
Bereits 1943 entstand die sowjetische Verfilmung Nasreddin in Buchara von Jakow Protasanow.
In Deutschland erschien der erste Teil 1948 im Aufbau-Verlag unter dem Titel Chodscha Nasr ed-din, aus dem Russischen von Ena von Baer, bearbeitet von Elisabeth Kessel. Das Buch wurde mehrmals neu aufgelegt und erfuhr auch Bearbeitungen für das Theater und als Hörspiel für die Schallplatte Nasreddin in Buchara (1979), mit Winfried Glatzeder als Sprecher in der Titelrolle.

## Ausgaben
- Leonid Solowjow: Chodscha Nasr ed-din. Aufbau-Verlag, Berlin 1948. Aus dem Russischen von Ena von Baer, bearbeitet von Elisabeth Kessel.
- Die Schelmenstreiche des Nasreddin (Band in drei Teilen), Verlag Volk und Welt, Berlin 1982. Bearbeitung: Thomas Reschke, Illustration: Werner Klemke.